# Piso (mitología)
En la mitología griega Piso (en griego Πῖσός o Πίσον, «prado») es el héroe epónimo y fundador de la ciudad de Pisa en Élide. Según la Biblioteca es hijo de Afareo y de Arene, hija de Ébalo.
Pausanias nos dice que hay una estatua de Piso en Pisa, sosteniendo una biga Otros hacen a Piso una generación más viejo y lo imaginan como hijo de Perieres.